# Thomas Arthur Rickard
(T. A. Rickard nella prefazione dell'autobiografia Retrospect, pubblicata nel 1937)
Thomas Arthur Rickard, noto anche con lo pseudonimo di T. A. Rickard (Crotone, 29 agosto 1864 – Oak Bay, 15 agosto 1953), è stato un ingegnere, giornalista e saggista britannico con cittadinanza statunitense naturalizzato canadese, professore associato di Geologia mineraria all'Università di Harvard dal 1912 al 1915.
Annoverato tra i massimi esperti nel campo dell'industria mineraria, ebbe un'influenza alquanto significativa nel corso degli anni per le successive generazioni di minatori; ciò lo si ebbe anche grazie alla sua intensa attività editoriale e alla gran quantità di articoli di giornale e articoli di apertura (diffusi soprattutto tra i paesi anglofoni) redatti da Rickard stesso e pubblicati sulle principali riviste e sui giornali specializzati. Assai fiorente fu anche la sua attività di scrittore, pubblicando libri di grande successo che contribuiranno a renderlo negli anni un punto di riferimento fondamentale nella mineralogia.

## Biografia
Thomas Arthur Rickard nacque nel quartiere Pertusola di Crotone (dove sorge l'omonima area industriale) il 29 agosto 1864 da Thomas Rickard (Porthtowan, 1834 - Wimbledon, 2 novembre 1916) e Octavia Rachel Forbes (Bridstow, 2 maggio 1837 - Wandsworth, 1879), entrambi ingegneri minerari provenienti da Illogan, in Cornovaglia, ma che allora si trovarono nella cittadina calabrese.
Il 21 dicembre 1898 convolò a nozze con Marguerite Lydia Rickard (1877-1955) a Denver, nel Colorado, con protocollo n°. 23183. Dal loro matrimonio nacquero due figli: Thomas Jr. (1901–1919) e John (1904–1979).

## Carriera

### Gli studi e l'attività
Mandato inizialmente a studiare nell'allora Russia zarista fece poi ritorno in Inghilterra, sua terra d'origine, dove frequentò il Queen's College di Taunton, nel Somerset. Nel 1881 si iscrisse all'Università di Londra, ma l'anno successivo passò alla Royal School of Mines dove si laureò nel 1885, divenendo anche membro associato della scuola.
Nel 1885 partì per gli Stati Uniti, dove ottenne il suo primo impiego in campo minerario come saggiatore per conto di una società britannica operante a Idaho Springs, nel Colorado.
Nel 1886 fu vicedirettore della società California Gold Mining Co., sempre operante nel Colorado; nel 1887 assunse poi il ruolo di direttore della Union Gold Mine, un sito minerario di San Andreas, in California. Due anni più tardi, come consulente, ispezionò diverse miniere in Inghilterra, Australia e nelle Alpi francesi, dove in quest'ultima si occupò in particolare delle miniere di piombo e d'argento.
Tra il 1889 e il 1902 Rickard percorse oltre 35.000 miglia all'anno, riscuotendo grande successo nelle sue numerose attività di consulenza effettuate in giro per il mondo; basti pensare che nella sola Australia esaminò da solo oltre 85 miniere. Ritornato in Colorado, venne nominato State Geologist dal governatore Albert Wills McIntire nel 1896 e riconfermato nella carica anche dai successivi governatori Alva Adams e Charles Spalding Thomas.

### Carriera editoriale e scrittore
Parallelamente alle sue attività di ingegnere e consulente, oltre che di scrittore (in quegli anni infatti ebbe già all'attivo un paio di libri pubblicati), Rickard intraprese anche la carriera editoriale nel 1903 diventando caporedattore della rivista Engineering and Mining Journal, con sede a New York. Nel 1905 acquisì la Mining and Scientific Press, rivista con sede a San Francisco, assumendone la direzione l'anno successivo, nel 1906; quell'anno fu però tragicamente noto anche per il devastante terremoto del 18 aprile che colpì la città di San Francisco, causando anche l'incendio che bruciò e distrusse completamente la sede editoriale del periodico. L'allora sindaco di Berkeley, il repubblicano Tom Rickard (cugino di Thomas Arthur), venne in soccorso al suo parente in difficoltà offrendogli la possibilità di utilizzare la stamperia del quotidiano locale Berkeley Reporter come sede temporanea della rivista, utilizzando il formato lenzuolo come modalità di stampa. Al fine di garantirne la continuità, Rickard decise di spedire le varie copie della rivista ai suoi abbonati per corrispondenza.
Nel 1909 lasciò la direzione del Mining and Scientific Press per approdare al Mining Magazine di Londra in qualità di editorialista, dove fu autore di numerosi articoli ed editoriali, nonché scrittore di libri di grande successo nel corso degli anni come Man and Metals (1932), A History of American Mining (1932), Retrospect (1937) e The Romance of Mining (1944).
Nel 1915 fece nuovamente ritorno negli Stati Uniti, dove riprese il precedente ruolo di direttore responsabile del Mining and Scientific Press; nel 1922 il periodico venne acquistato dalla Engineering and Mining Journal, dove Rickard poté proseguire la sua attività anche in qualità di editorialista.
Nel 1925 lasciò il giornale e il mondo dell'editoria per dedicarsi esclusivamente alla sua attività di scrittore.
A causa di una grave forma di insufficienza renale, Thomas Arthur Rickard si spense all'età di 89 anni nella sua casa situata al n°. 2620 Lansdowne Road a Oak Bay, nella Columbia Britannica, il 15 agosto 1953. Il suo corpo venne in seguito cremato e le sue ceneri conservate nella Royal Oak Burial Park di Saanich.

## Opere
- Professional papers (1891);

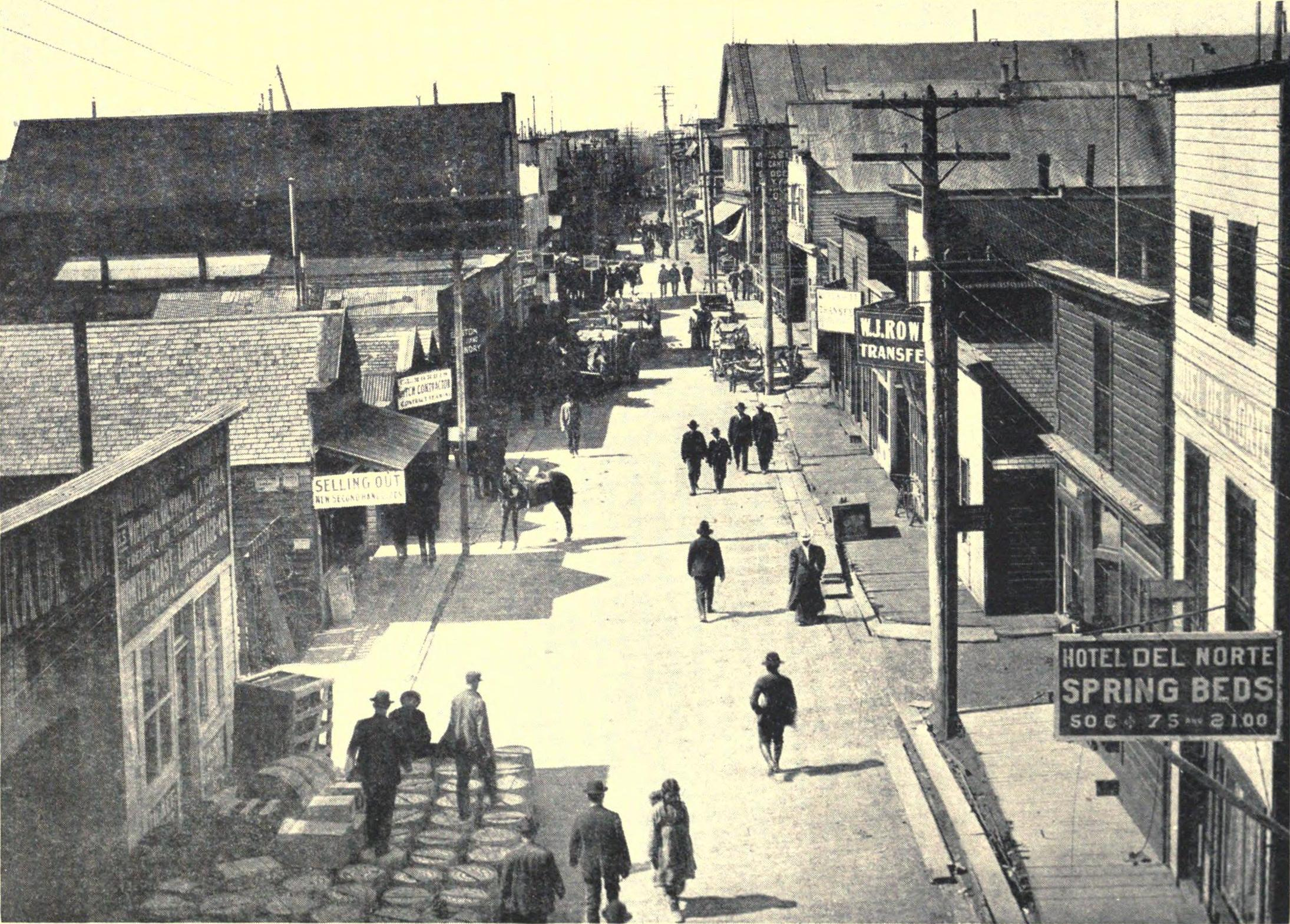
Vista panoramica dell'arteria principale di Front Street nella cittadina di Nome, in Alaska. La foto in questione, risalente al 1908 circa, sebbene non sia stata firmata si presume sia stata scattata proprio da Thomas Arthur Rickard e inserita all'interno del libro Through the Yukon and Alaska, pubblicato nel 1909.

- The stamp milling of gold ores (1897);
- Across the San Juan Mountains (1903);
- The sampling and estimation of ore in a mine (1903);
- The copper mines of Lake Superior (1905);
- Pyrite smelting (1905);
- The economics of mining (1905);
- Journeys of observation (1907);
- Recent cyanide practice (1907);
- A guide to technical writing (1908);
- White lead from mine to battleship (1908);
- Through the Yukon and Alaska (1909);
- The flotation process (1916);
- Flotation (1917);
- The Utah copper enterprise (1919);
- Mining, an investment, a speculation, or a gamble? (1919);
- Rossiter Worthington Raymond (1920);
- Technical writing (1920);
- The Bunker Hill enterprise (1921);
- Concentration by flotation (1921);
- Interviews with mining engineers (1922);
- The Cassiterides and the ancient trade in tin (1927);
- Man and metals (1932);
- A history of American mining (1932);
- Retrospect (1937);
- The strait of Anian (1941);
- The romance of mining (1944);
- Historic backgrounds of British Columbia (1948).